# Административное деление СССР на 1 января 1987 года

## СССР.1 января1987 года
СССР делился на республики
- общее число республик — 15. Республики делились на автономные республики, края, области, автономные области и округа
- общее число автономных республик (АССР) — 20
- общее число краёв — 6
- общее число областей — 123 (+3)
- общее число автономных областей — 8
- общее число автономных округов — 10
- общее число городов республиканского (ССР) подчинения — 90 и республиканского (АССР) подчинения — 87

Области и края делились на районы и города краевого и областного подчинения
- общее число районов — 3225 (+108)
- общее число городов краевого и областного подчинения — 797, окружного подчинения — 18
- общее число городов — 2176 (+136), пгт — 3992 (+208), районов в городах — 682 (+110)
- общее число сельсоветов — 42 411 (+1 162)
- столица СССР — город Москва
- список республик:

1. Азербайджанская ССР (центр — Баку)
2. Армянская ССР (центр — Ереван)
3. Белорусская ССР (центр — Минск)
4. Грузинская ССР (центр — Тбилиси)
5. Казахская ССР (центр — Алма-Ата)
6. Киргизская ССР (центр — Фрунзе)
7. Латвийская ССР (центр — Рига)
8. Литовская ССР (центр — Вильнюс)
9. Молдавская ССР (центр — Кишинёв)
10. Российская СФСР (центр — Москва)
11. Таджикская ССР (центр — Душанбе)
12. Туркменская ССР (центр — Ашхабад)
13. Узбекская ССР (центр — Ташкент)
14. Украинская ССР (центр — Киев)
15. Эстонская ССР (центр — Таллин)